# LYNGBYversion2009
LYNGBYversion2009 er et lokalt danskt politisk samarbejde i Lyngby-Taarbæk Kommune. Organisationen er dannet af partierne Enhedslisten, Socialistisk Folkeparti, Radikale Venstre, Venstre og Dansk Folkeparti i Lyngby-Taarbæk Kommune.

## LYNGBYversion2009s historie
Socialdemokraterne og Det Konservative Folkeparti har i mere end 60 år haft flertal i Lyngby-Taarbæk. Senest blev budgettet i efteråret 2008 vedtaget af medlemmerne af disse to partier. De to partier er i debatten også blevet kaldt "A/C-alliancen".
Socialdemokraterne og de konservative sidder både på borgmesterposten samt hovedparten af de stående udvalg i kommunen, hvorfor ansvaret for de økonomiske problemer, der har hobet sig op over en årrække, må antages at ligge her.

### Partierne i samarbejdet
De fem partier – Enhedslisten, Socialistisk Folkeparti, Radikale Venstre, Venstre og Dansk Folkeparti – dannede i januar 2009 en vision om, at de kan skabe en anderledes dagsorden i Lyngby-Taarbæk Kommune, frem for den nuværende, der har været åbenlys i pressen med protester og demonstrationer. Derfor gik de sammen i initiativet LYNGBYversion2009, der vil gøre tingene på en anderledes måde.

## LYNGBYversion2009 i dag
Samarbejdets partier kæmper[kilde mangler] for større åbenhed og mere borgerinddragelse i Lyngby-Taarbæk Kommune. Dette er sket ved borgermøder, ligesom der fremlægges sager af de valgte politikere i kommunalbestyrelsen.
Navnet "LYNGBYversion2009" refererer til byens navn, hvori kommunens rådhus ligger; Kongens Lyngby, i daglig tale "Lyngby". "version2009" er tvetydigt, idet man både taler om en "version 2" som defineret i softwareverdenen samt en ny version af lokalpolitik til kommunalvalget i november 2009.

### Manifestet
På LYNGBYversion2009s hjemmeside kan man læse følgende værdigrundlag, også kaldet "Manifestet":
- LYNGBYversion2009 vil væk fra de lukkede møder og "hovsa"-sparekataloger. Vi arbejder for langsigtede planer, der udvikler og ikke afvikler, og hvor borgerne inddrages i god tid.
- LYNGBYversion2009 vil arbejde for, at de seneste års besparelser rulles tilbage, så der igen bliver mulighed for at sikre kvaliteten på skoleområdet, for familievenlige åbningstider i institutionerne, for skovbørnehaver og for en rimelig biblioteksservice.
- LYNGBYversion2009 har ikke kun blik for kommunens umiddelbare problemer, men fokus på udvikling i et langsigtet perspektiv. *LYNGBYversion2009 handler derfor også om visioner, om mere energi- og miljørigtige løsninger i byggeri, varmeforsyning og transport. Det handler om lokalplaner med fokus på fællesskabet og om den kommunale kulturpolitik. Det handler om alt fra de ældres vilkår over madordninger i institutionerne til tillid og ansvar til kommunens ansatte.
- LYNGBYversion2009 er bekymret for kommunens økonomi. Det drejer sig om at bruge pengene mest fornuftigt og om at have den økonomi, der skal til. Vi vil pege på, at de kommunale opgaver kan løses mere tilfredsstillende, hvis der tænkes nyt og anderledes. Budgettet i 2009 var den dråbe, der fik bægeret til at flyde over.
- LYNGBYversion2009 er et forsøg på en ny start for kommunen. Vi inviterer alle med visioner og ønsker om nytænkning til at være med i denne proces. Gennem et fælles engagement vil vi finde nye måder at gøre tingene på og nye løsninger.
- Kort sagt: Lyngby-Taarbæk Kommune i en ny version!

### Valgte politikere for LYNGBYversion2009
Samarbejdet har følgende politikere siddende i kommunalbestyrelsen i Lyngby-Taarbæk Kommune i dag:
- Venstre
  - Søren P. Rasmussen
  - Olav Lilleør
  - Dorthe la Cour
  - Paul Knudsen
- Radikale Venstre
  - Trine Nebel Schou
  - Henrik Brade Johansen
- Socialistisk Folkeparti
  - Niels D. Lund
  - Dorete Dandanell